# Staffan Öfwerman
Staffan Öfwerman, född den 8 september 1962, är en svensk musiker och producent. Han är mest känd som musiker på skivor och turnéer bakom Roxette under åren 1988 till 1994.

## Biografi
Öfwerman var under tidigt 1980-tal sångare och låtskrivare i popgruppen Stilmord. Därefter var han musiker bakom bland annat Efva Attling, Suzzies Orkester, ZZAJ och The Creeps. Öfwerman släppte 1987 en solosingel "Young" som den första artisten på Per Gessles skivetikett Jimmy Fun. Mellan 1988 och 1994 turnerade han med Roxette med körsång, keyboard och slagverk.
Under 90-talet och 00-talet har Öfwerman även varit sångare och kreativ ledare av bandet Nattugglorna som spelade covers av Magnus Uggla.
Under 00-talet har Öfwerman varit sångare, producent och låtskrivare i bandet Grand Pop Station och även sångare i Peter Gabriel-tributebandet Shock the Monkey. 2020 släppte Öfwerman ett antal låtar digitalt (iTunes, Spotify, med mera) bland annat "What Becomes of the Broken Hearted", en cover på en Motown-klassiker och därefter några egenkomponerade låtar där Öfwerman sjunger och spelar samtliga instrument.
Öfwerman utgav 2023 en självbiografi på engelska med titeln Your backstage pass to my life in music.
Staffan Öfwerman är son till jazzmusikern Rune Öfwerman och bror till musikern och producenten Clarence Öfwerman.